# 1977–1978-as osztrák labdarúgó-bajnokság (első osztály)
Az 1977–1978-as osztrák labdarúgó-bajnokság az osztrák labdarúgó-bajnokság legmagasabb osztályának hatvanhetedik alkalommal megrendezett bajnoki éve volt. 
A pontvadászat 10 csapat részvételével zajlott. A bajnokságot az Austria Wien csapata nyerte.  

## A bajnokság végeredménye
| #  | Csapat           | M  | Gy | D  | V  | RG | KG | P  |
| -- | ---------------- | -- | -- | -- | -- | -- | -- | -- |
| 1  | FK Austria Wien  | 36 | 23 | 10 | 3  | 77 | 34 | 56 |
| 2  | SK Rapid Wien    | 36 | 16 | 10 | 10 | 76 | 43 | 42 |
| 3  | Wacker Innsbruck | 36 | 15 | 9  | 12 | 49 | 34 | 39 |
| 4  | SK Sturm Graz    | 36 | 13 | 12 | 11 | 51 | 54 | 38 |
| 5  | SK VÖEST Linz    | 36 | 10 | 13 | 13 | 45 | 49 | 33 |
| 6  | Grazer AK        | 36 | 10 | 13 | 13 | 44 | 49 | 33 |
| 7  | First Vienna FC  | 36 | 12 | 8  | 16 | 34 | 54 | 32 |
| 8  | Wiener SC        | 36 | 8  | 15 | 13 | 47 | 61 | 31 |
| 9  | Admira Wacker    | 36 | 8  | 12 | 16 | 45 | 67 | 28 |
| 10 | Linzer ASK       | 36 | 9  | 10 | 17 | 35 | 58 | 28 |

- Az Austria Wien az 1977-78-as szezon bajnoka.
- Az Austria Wien részt vett az 1978–79-es bajnokcsapatok Európa-kupájában.
- A Wacker Innsbruck részt vett az 1978–79-es kupagyőztesek Európa-kupájában.
- A Rapid Wien és a Sturm Graz részt vett az 1978–79-es UEFA-kupában.
- A Linzer ASK kiesett a másodosztályba (Erste Liga).